# Piergiuseppe Vacchelli
Piergiuseppe Vacchelli (Longardore di Sospiro, província de Cremona, Itália, 4 de fevereiro de 1937) é um arcebispo emérito da Cúria da Igreja Católica Romana.
Vacchelli frequentou o Seminário Maior da Diocese de Cremona de 1948 a 1961 e foi ordenado sacerdote em 27 de maio de 1961 pelo Bispo de Cremona, Danio Bolognini.
Do final de 1961 a 1963 foi pároco de San Giovanni in Croce. Em 1963 foi para Roma estudar Direito Canônico e frequentou a Pontifícia Universidade Gregoriana. Ele se formou com uma licenciatura e voltou para sua diocese em 1967. No mesmo ano foi nomeado pároco da paróquia de San Pietro in Cremona e ao mesmo tempo diretor espiritual do departamento adulto da Ação Católica da diocese. A partir de 1973 foi secretário do bispo de Cremona e de 1975 a 1986 foi chanceler da diocese. De 1976 a 1990 foi diretor espiritual da Ação Católica da Diocese. Em 1986 foi nomeado Pró-Vigário Geral da Diocese e de 1990 a 1993 foi Secretário Geral do Sínodo Diocesano. Em 1993 foi nomeado pároco e cônego da Catedral de Cremona. Ele também ensinou direito canônico no seminário diocesano e religião e literatura no Instituto Religioso Figli del Sacro Cuore di Gesù. Desde outubro de 1996 é Subsecretário da Conferência Episcopal Italiana (CEI) e Presidente do Comitê Episcopal para a Caridade no Terceiro Mundo.
Papa Bento XVI nomeou-o Arcebispo Titular de Minturnae em 24 de maio de 2008 e o nomeou Secretário Adjunto da Congregação para a Evangelização dos Povos e Presidente das Pontifícias Obras Missionárias. Em 3 de julho do mesmo ano, o Cardeal Secretário de Estado Tarcisio Bertone SDB o consagrou bispo; Os co-consagradores foram o Prefeito da Congregação para a Evangelização dos Povos, Cardeal Ivan Dias, e o Presidente do Pontifício Conselho para o Diálogo Inter-religioso, Cardeal Jean-Louis Tauran. 
Em 5 de janeiro de 2011, Bento XVI o nomeou Consultor do Pontifício Conselho para a Pastoral da Saúde.
Em 26 de junho de 2012, Bento XVI aceitou a renúncia de Piergiuseppe Vacchelli por motivos de idade ao cargo de Subsecretário da Congregação para a Evangelização dos Povos.